# Oberschule am Barkhof
Die Oberschule Am Barkhof ist eine staatliche Oberschule in Bremen-Schwachhausen im Ortsteil Barkhof. Der Name leitet sich vom niederdeutschen Birkenhof ab. Die Schule blickt auf eine über hundertjährige Geschichte unter verschiedenen Namen zurück.

## Geschichte

Neues Gymnasium, 1911

Bis 1905 hatte Bremen nur eine höhere Schule, die Hauptschule in der Dechanatstraße. Von 1905 bis 1910 entstanden in Bremen dann zwei neue Gymnasien: Das Neue Gymnasium Am Barkhof und das Realgymnasium an der Kaiser-Friedrich-Straße, später Hermann-Böse-Straße.
Das Neue Gymnasium war zunächst als Knabenschule gegründet worden, nahm jedoch bereits ab 1909 auch Mädchen auf. Der Koedukation machte das NS-Regime 1933 ein Ende. Es hatte als Reformgymnasium eine neusprachliche Orientierung mit Französisch, dem in der Untertertia Latein und in der Untersekunda Griechisch folgten.
1936 wurde für fast alle Gymnasien im Deutschen Reich einheitlich die Bezeichnung Oberschule eingeführt. 1938 erhielten die Oberschulen in Bremen einen Namenspatron; die Schule hieß nun Carl-Peters-Schule. 1939 wurde sie zum Realgymnasium mit naturwissenschaftlichen Fächern als Schwerpunkt umgewandelt.
Nach 1945 wurde aus der Oberschule das Gymnasium Am Barkhof mit einer naturwissenschaftlich-neusprachlichen Ausrichtung. 1950 wurde die Koedukation eingeführt und damit Jungen und Mädchen gemeinsam unterrichtet. Nach einem ca. fünfzigjährigen Bestehen wurde das Gymnasium Am Barkhof im Jahr 1989 aufgelöst.
Die Räumlichkeiten wurden  danach von der Universität Bremen und auch zeitweise vom Hermann-Böse-Gymnasium genutzt. Seit Sommer 2011 gibt es wieder die Oberschule Am Barkhof mit den Schulschwerpunkten Musik/Theater, Mathematik und Naturwissenschaften.

## Gebäude
Das dreigeschossige Gebäude wurde von 1903 bis 1906 nach Plänen von Paul Baumgarten aus Berlin gebaut. Der Jahrhundertwendebau im Stil des Historismus vereinigte neoklassizistische und neobarocke Elemente sowie in den fünf Giebeln auch die aus der Neorenaissance.
Der viergeschossige Hauptgiebel an der Parkallee mit Laubengängen im ersten und zweiten Geschoss und der daneben liegende zweigeschossige Zwerchgiebel wurden im Zweiten Weltkrieg zerstört. Auf dieser Fläche wurde nach dem Krieg ein Neubau mit Aula und Sporthalle errichtet. In den siebziger Jahren wurde im Schulhof ein weiterer Anbau realisiert, in dem u. a. ein Sprachlabor untergebracht war.
Die Gebäude wurden 1984 als Bremer Kulturdenkmal unter Denkmalschutz gestellt.

## Ehemalige Schüler
- Adolf Ziegler (1892–1959), Maler und Präsident der NS-Reichskammer der bildenden Künste
- Grete Hermann (1901–1984), Mathematikerin, Physikerin, Philosophin, Leiterin und Professorin an der Pädagogischen Hochschule Bremen[4] und aktive Gegnerin des Nationalsozialismus (ISK, SPD)
- Manfred Schmidt (1913–1999), Abitur 1931, Comiczeichner und Reiseschriftsteller
- Claus Ocker (1923–2015), Konzertsänger und Hochschullehrer
- Malte Dönselmann (* 1948), Personal- und Unternehmensberater, Politiker (CDU)
- Egmont R. Koch (* 1950), investigativer Filmjournalist und Buchautor
- Cordt Schnibben (* 1952), Journalist
- Matthias Bartke (* 1959), Politiker (SPD)